# Луда за тобом
Луда за тобом је тринаести студијски албум фолк певачице Лепе Брене. Издат је 1996. године за ЗаМ.

## Списак песама
На албуму се налазе следеће песме: